# Burmeister-Schweinswal
Der Burmeister-Schweinswal (Phocoena spinipinnis) ist eine an den Küsten Südamerikas beheimatete Walart aus der Familie der Schweinswale (Phocoenidae). Ihren Namen trägt sie nach ihrem Erstbeschreiber, Hermann Burmeister.

## Beschreibung
Der Burmeister-Schweinswal ist dunkelgrau bis schwarz gefärbt, wobei auf dem Bauch hellere Flecken zu finden sind. Tote Tiere werden innerhalb kurzer Zeit schwarz und da viele Beschreibungen von toten Tieren stammen, hielt man die Art früher für schwarz gefärbt. Sie werden bis zu 1,8 Meter groß und 50 bis 75 Kilogramm schwer. Auffällig ist die Stirn und Melone, die nach vorn verschoben sind. Die Flipper haben eine breite Basis, sind länglich und an den Enden spitz. Von der Rückenlinie aus geht die recht weit hinten sitzende flache Finne fast gerade ab. Sie ist an der Vorderkante mit Tuberkeln besetzt, die Hinterkante verläuft leicht sichelförmig. Die Fluke ist gekerbt und läuft an den Enden spitz aus.

## Verbreitung

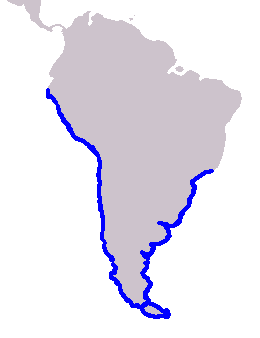
Verbreitungsgebiet des Burmeister-Schweinswals

Der Burmeister-Schweinswal bewohnt die Küstengewässer Südamerikas und finden sich gelegentlich auch in Flussmündungen und Flüssen. Sein Verbreitungsgebiet reicht vom südlichen Brasilien über Feuerland bis in den Ostpazifik in die Höhe von Peru.

## Lebensweise
Es gibt nicht viele Naturbeobachtungen dieser Walart, da sie sehr scheu ist und sich rasch von Booten entfernt. Man findet sie meistens allein oder in kleinen Gruppen, in reichen Fischgründen lassen sich allerdings auch Schulen von bis zu 70 Exemplaren beobachten. Beim Auftauchen halten die Tiere den größten Teil ihres Körpers unter Wasser, auch springen sie nicht. Die Tauchgänge sind bis zu drei Minuten lang. Der Burmeister-Schweinswal ernährt sich von Schwarmfischen und Tintenfischen. 

## Bedrohung
Der Burmeister-Schweinswal verfängt sich oft in Fischernetzen und erstickt darin. Er wird auch wegen seines Fleisches gejagt, das verzehrt oder als Köder verwendet wird. Die höchste Fangquote hat Peru, wo jährlich 2000 Tiere erlegt werden. Der genaue Gefährdungsgrad der Art ist jedoch unbekannt.